# Adolf VI (hrabia Bergu)
Adolf VI (ur. przed 1290, zm. 3 kwietnia 1348) – hrabia Bergu od 1308. 

## Życiorys
Adolf był synem Henryka z Windeck oraz Agnieszki, córki hrabiego Mark Engelberta I. Jego ojciec był synem hrabiego Bergu Adolfa IV i po bezpotomnej śmierci stryjów Adolfa V i Wilhelma I Adolf odziedziczył Berg. W 1312 poślubił Agnieszkę, córkę hrabiego Kleve Dytryka VI, dzięki czemu uzyskał Duisburg wraz z prawem do pobierania tam cła na Renie. 
Jako stronnik Ludwika IV Bawarskiego wraz z innymi nadreńskimi książętami walczył z arcybiskupem Kolonii Henrykiem z Virneburga. Próbował rozwijać swe księstwo, jednak próby założenia nowych miast nad Renem oraz przeniesienia punktu poboru ceł z Duisburga do Düsseldorfu spełzły na niczym z powodu przeciwdziałania Henryka. Uczestniczył w wyprawie Ludwika do Italii. Wielokrotnie interweniował też w konfliktach w biskupstwie Liège wspomagając biskupów Adolfa z Mark i Engelberta z Mark. 
Po śmierci Henryka z Virneburga, gdy nowym arcybiskupem Kolonii został Walram z Jülich, Adolf zbliżył się zarówno z nim, jak i jego bratem księciem Jülich Wilhelmem I i włączył się do organizowanego przezeń sojuszu Ludwika IV Bawarskiego z królem Anglii Edwardem III. W efekcie w 1339 wziął udział w pierwszej kampanii Edwarda przeciwko Francji w toku wojny stuletniej jako dowódca jego wojsk. 
Nie miał potomków. W 1336 doprowadził do ślubu swej siostrzenicy i dziedziczki Małgorzaty (córki hrabia Ravensbergu Otto IV) z synem swego sojusznika Wilhelma I z Jülich, Gerardem, który został kolejnym hrabią Bergu.